# 이스라엘 하욤
이스라엘 하욤(히브리어: ישראל היום, 영어: Israel HaYom→이스라엘 오늘)은 이스라엘의 전국 신문 히브리어 일간 무료 신문이다. 2007년 7월 30일 창간되어 타블로이드 판으로 출판 및 유통하고 있다. 이스라엘 하욤은 이스라엘에서 제일 많이 발행되는 신문이다. 2009년에는 하반기에 23.2%에서 26.6%로 시장 점유율이 확대되었다.

## 개요

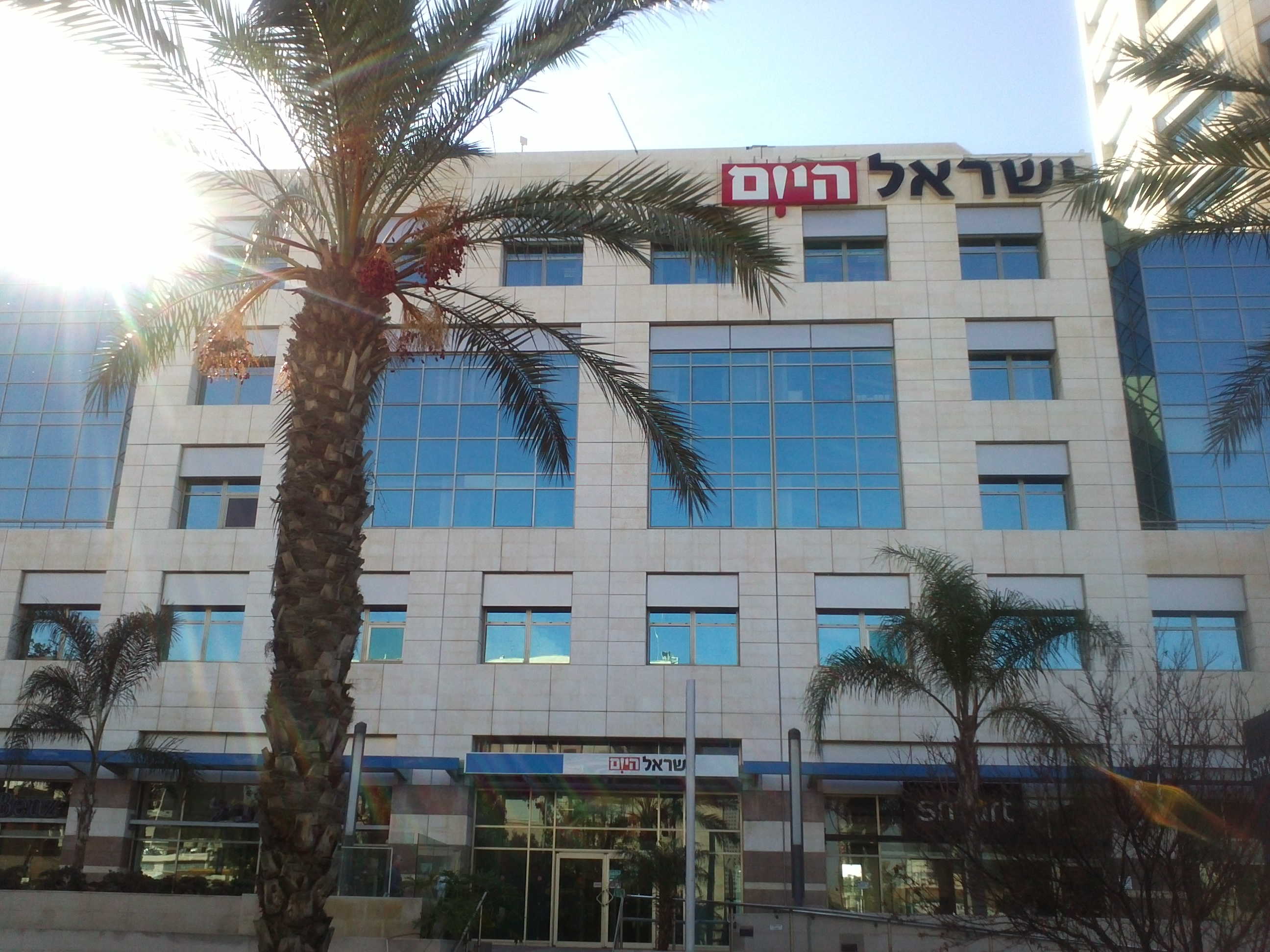
이스라엘 텔아비브에 있는 이스라엘 하욤 본사

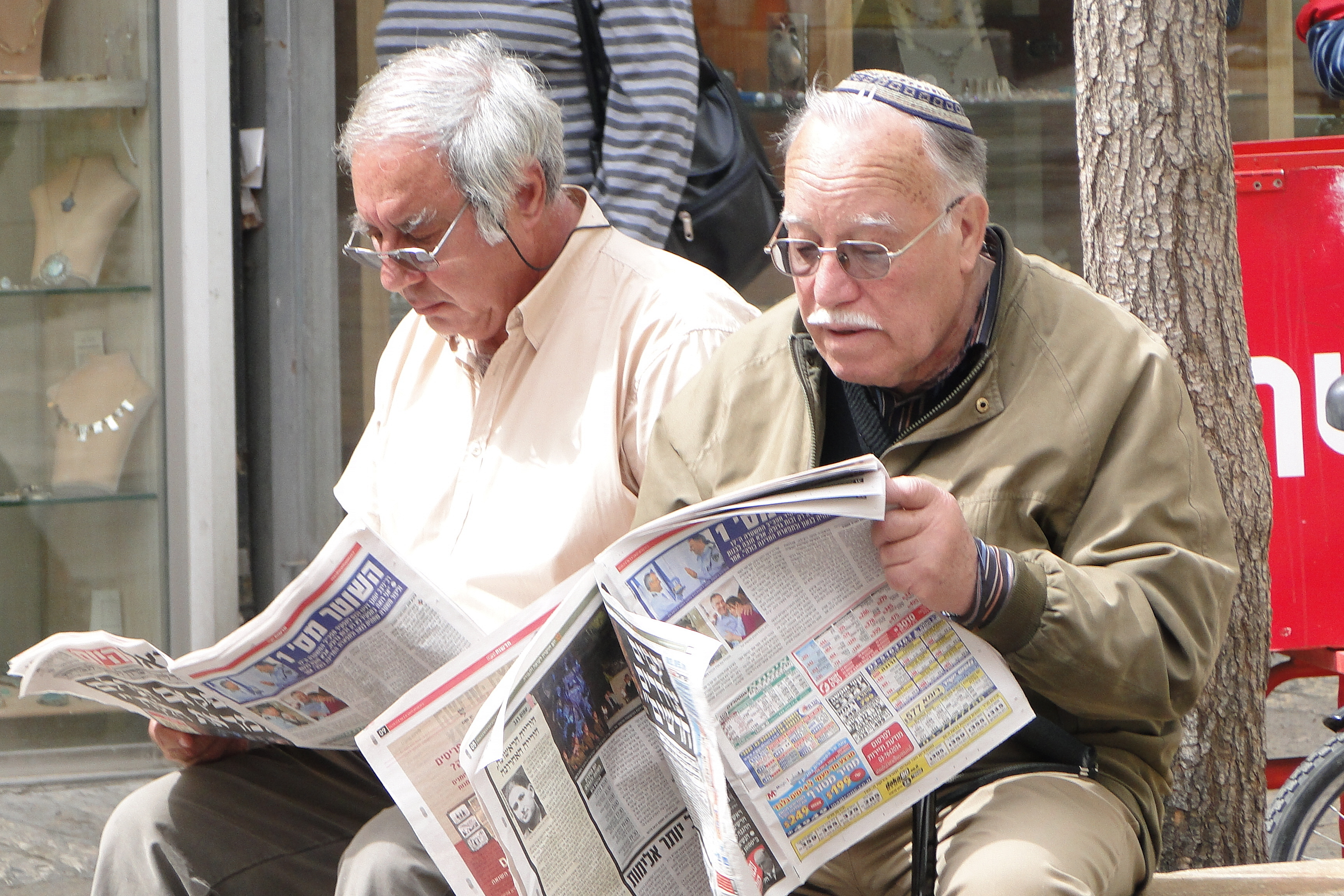
예루살렘의 벤 예후다 스트리트에서 이스라엘 하욤을 읽고 있는 노인들

이스라엘 하욤은 셸던 애덜슨이 소유한 것이다. 직접적으로 경쟁한 다른 무료 일간지 이스라엘리는 전에 애덜슨의 공동 경영이었지만 후 폐간했다. 2009년 10월에 이스라엘 하욤 주말 판이 발간되었다.
이스라엘 하욤은 우익 쪽 성향이지만 비교적 공정한 경향 때문에 저널리스트들로부터 칭찬을 받지만, 비판하는 저널리스틀도 있다. 벤드로르 예미니는 신문에 대해 '민주주의의 위협'이라고 표현했다.